# Iniciativa Internacional de Transparencia en Ayuda

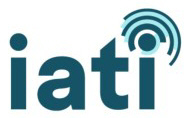
Logotipo de la Iniciativa Internacional para la Transparencia de la Ayuda (AITI en inglés).

La Iniciativa Internacional para la Transparencia de la Ayuda (IATI, por International Aid Transparency Initiative) es una campaña mundial para crear transparencia en los registros sobre cómo se gasta el dinero de la ayuda al desarrollo. La iniciativa busca así asegurar que la ayuda llega a los receptores pretendidos. El objetivo último es mejorar la calidad de vida en el mundo y reducir la pobreza. También publica un estándar que permite combinar y compartir diferentes conjuntos de datos, para que lo usen organizaciones de ayuda.

## Antecedentes
La iniciativa fue lanzada el 4 de septiembre de 2008 en el Foro de Alto Nivel sobre Eficacia de la Ayuda, celebrado en Acra. El objetivo del foro era centrar la atención mundial en los pasos necesarios para alcanzar los Objetivos de Desarrollo del Milenio. Fue presentada por el secretario de Desarrollo Internacional del Reino Unido, el jefe del PNUD, el presidente de CIVICUS y el ministro de Finanzas de Ruanda.
Entre las recomendaciones sugeridas estuvo la creación de un conjunto común de estándares abiertos por el cual pueda juzgarse a los donantes. Como resultado, 14 donantes internacionales se comprometieron a aumentar su transparencia y se llegó a un acuerdo para crear en 2010 un formato común para publicar datos sobre ayuda. Los firmantes emitieron un comunicado en el que aceptaban las políticas enunciadas en la Agenda de Acra para la acción, y acordaban formar la IATI. El texto de este comunicado sugiere que los donantes de ayuda deberían:

- «Publicar información regular y detallada sobre volumen, asignación y, cuando esté disponible, resultado de su gasto en desarrollo para permitir un presupuesto más preciso, con contaduría y auditoría por paises en desarrollo.»
- «Apoyar sistemas de información para gestionar la ayuda.»
- «Proporcionar información completa y actualizada sobre compromisos anuales y desembolsos reales.»

Numerosos donantes internacionales, como el Ministerio de Asuntos Exteriores de Finlandia, la Agencia Irlandesa para la Ayuda al Desarrollo, el Banco Mundial, el Ministerio de Desarrollo Internacional (Reino Unido) —DFID o Dfid por sus siglas en inglés— , el PNUD y la Fundación William y Flora Hewlett, estuvieron de acuerdo con este comunicado.
Después de un periodo de discusión con donantes, gobiernos y ONG, y consultas sobre la información que se compartiría y cómo, el 9 de febrero de 2011 se acordó el estándar IATI en París.
En el Cuarto Foro de Alto Nivel sobre Eficacia de la Ayuda, celebrado en Busan, Corea del Sur, en noviembre de 2011, continuó el apoyo a la IATI. Durante la preparación del foro, más de 19 donantes, incluidos 12 donantes gubernamentales y multilaterales, y varias ONG, empezaron a publicar información sobre sus proyectos de ayuda utilizando el estándar IATI.

## Campaña "Haz transparente la ayuda"
El 8 de junio de 2011 se lanzó la campaña "Haz transparente la ayuda", apoyada por más de 60 organizaciones de Norte y Sur.

## Estándar IATI
El estándar IATI combina una lista de la información que los donantes deberían intentar publicar con un esquema XML y una colección de listas de código para representar esta información como datos abiertos estructurados. Se anima a los donantes a que publiquen datos según este estándar a enviar metadatos al registro del IATI, que lista los datos disponibles.
El estándar IATI sucede a dos esfuerzos anteriores de estandarización de la información sobre ayuda: el Common exchange format for development information (CEFDA) (desarrollado desde 1991), y el  International development markup language (IDML) (desarrollado desde 1998) y utilizado por Development Gateway como parte del estándar de transferencia de datos en la base de datos AidData.

## Registro IATI
En septiembre de 2016 el registro de la IATI seguía la información sobre ayuda de 473 organizaciones. En diciembre de 2015, el 47 % de los flujos de ayuda de la Unión Europea estaban grabados en IATI.
James Coe, que aboga desde hace mucho por la transparencia desde la campaña Publica lo que financias, escribía en agosto de 2016 que en el registro de la IATI había más de 35.000 actividades relacionadas con la agricultura, pero «solo unas pocas proporcionan las localizaciones geográficas de las actividades, e incluso menos facilitan alguna forma de resultados», dificultando el uso de los datos.
Un texto de Devex afirmaba que mientras el número de organizaciones que transmiten información a IATI ha aumentado, «la mayor barrera para incrementar el uso de los datos sigue siendo la preocupación por su calidad.»